# Litargus nitidus
Litargus nitidus es una especie de coleóptero de la familia Mycetophagidae.

## Distribución geográfica
Habita en Argentina.